# Little Tanaga
Little Tanaga (piccola Tanaga; in lingua aleutina Tanagax) è una piccola isola che fa parte del gruppo delle Andreanof, nell'arcipelago delle Aleutine; si trova nel mare di Bering e appartiene all'Alaska (USA). È stata registrata come Tanaga dal capitano Teben'kov nel 1852, nome poi cambiato, nel 1855, in Little Tanaga per differenziarla dall'isola di Tanaga.
Little Tanaga si trova tra Kagalaska e Umak. È lunga 16 km e ha un'altitudine massima di 121 m.